# Штёгер-Штайнер фон Штайнштеттен, Рудольф
Рудольф Штёгер-Штайнер фон Штайнштеттен (нем. Rudolf Stöger-Steiner von Steinstätten; 26 апреля 1861 — 12 мая 1921) — австро-венгерский военачальник, последний военный министр Австро-Венгрии (1917—1918). Барон.

## Семья
Сын Георга Штёгера и Агаты Марии, урождённой Гофер. После смерти его отца овдовевшая мать сочеталась браком в 1877 году с Йозефом Штайнером фон Штайнштеттеном-старшим. Учился в кадетской школе в Либенау (Грац). С 1879 — на военной службе, исследователь, специализировался в области артиллерийской баллистики, был приглашён на работу в Генеральный штаб.
До 1891 года носил имя Рудольф Штёгер. Затем был усыновлен своим отчимом и стал именоваться Рудольфом Штёгер-Штайнером, получил право на баронский титул. В 1892 году вступил в брак с Марией Магдаленой фон Линк.
Дочь Маргарита (1893—1969) — австрийская писательница и феминистка. Сын Иоганн умер в младенчестве. Братья Юлиус и Густав — офицеры австрийского ландвера.

## Служба во время Первой мировой войны
Начал войну в чине фельдмаршал-лейтенанта, командовал 4-й пехотной дивизией. В первой фазе Галицийской битвы успешно действовал в сражениях при Краснике, Замостье и Комарове.
В 1915 году получил чин генерала пехоты, командир 15-го армейского корпуса, с которым в течение следующих 2 лет он принял участие в 8-ми из 12 сражений при Изонцо. 2 августа 1917 году удостоен звания почётного гражданина общины Вельдес.
12 апреля 1917 года назначен императором Карлом I общеимперским военным министром. Был вынужден действовать в условиях возрастающих трудностей снабжения армии и населения. В январе 1918 года направил семь пехотных дивизий на подавление волнений рабочих в Венгрии, катализатором которых стало отступление на фронте.
31 октября 1918 года, в условиях неизбежного военного поражения, Венгрия объявила о расторжении соглашения с Австрией. В тот же день военный министр подвергся нападению. Вместе с шефом секции министерства Карлом фон Бардольффом он подъехал на служебном автомобиле к зданию военного министерства. Машину встретили члены солдатского совета, которые потребовали от генералов снять с форменных головных уборов императорские кокарды. Получив категорический отказ, собравшиеся сорвали с военного министра и его спутника фуражки и побили камнями стекла автомобиля.
1 ноября военный министр вновь образованного венгерского правительства Бела Линдер издал приказ о выводе с фронтов венгерских национальных частей. 6 ноября вся армия была формально демобилизована императорским указом. 11 ноября Карл I отказался от участия в государственных делах Австрии. С согласия нового правительства, Германской Австрии Штёгер-Штайнер продолжал под надзором Государственного секретариата по военным делам до начала декабря 1918 года работу по ликвидации министерства в должности Руководителя ликвидируемого военного министерства (Leiter des Liquidierenden Kriegsministeriums).
Выйдя в отставку, поселился в Инсбруке, позже — уже тяжело больной — в Граце, где весной 1921 года умер. Похоронен с почестями на Центральном кладбище Граца. Там же в 1939 году была похоронена и его жена.

## Награды
Австро-Венгрия
- Крест «За военные заслуги» 2-й степени (1899), воинские украшения (1915), мечи (1917)
- Орден Железной короны 3-й степени (1906)
- Австрийский Императорский орден Леопольда рыцарский крест (1912)
- Орден Железной короны 1-й степени с воинскими украшениями (1906), мечи (1917)
- Почётный знак «За заслуги перед Красным Крестом»[нем.] крест 1-го класса с воинскими украшениями (1917)
- Австрийский Императорский орден Леопольда большой крест с воинскими украшениями и мечами (1917)
- Медаль «За военные заслуги» бронзовая (1917)
- Марианский крест Тевтонского ордена[итал.]
- Крест «За выслугу лет»[итал.] (50 лет)
- Юбилейная медаль 1898 года[нем.] для военных
- Юбилейный крест 1908 года для военных

Германская империя
- Орден «За военные заслуги» большой крест с мечами (королевство Бавария)
- Железный крест 2-го (1915) и 1-го (1917) класса (королевство Пруссия)
- Орден Красного орла 1-го класса с мечами (королевство Пруссия)
- Крест «За военные заслуги» 1-го класса (княжество Липпе-Детмольд)
- Орден Альбрехта большой крест с мечами (королевство Саксония)
- Орден Вюртембергской короны большой крест с мечами (королевство Вюртемберг)
- Крест «За верную службу» (княжество Шаумбург-Липпе)

Прочие
- Орден Таковского креста 5-й степени (1887, королевство Сербия)
- Орден Льва и Солнца 4-й степени (1890, Персия)
- Орден Звезды Румынии командорский крест (1910, королевство Румыния)
- Орден Звезды Румынии командорский крест со звездой (1911, королевство Румыния)
- Орден Двойного дракона 2-я степень 2-го класса (1911, Империя Цин)
- Золотая медаль Имтияз (1917, Османская империя)
- Железный полумесяц (Османская империя)
- Мальтийский орден рыцарь большого креста Милости Магистра
- Орден Красного Знамени (РСФСР)